# 千代川インターチェンジ
千代川インターチェンジ（ちよかわインターチェンジ）は、京都府亀岡市千代川町北ノ庄出口にある、京都縦貫自動車道のインターチェンジである。料金所は設置されていない。

## 歴史
- 1988年（昭和63年）2月17日 : 千代川IC - 亀岡IC間が、一般国道9号 亀岡道路として、無料で開通。
- 1993年(平成5年)
  - 4月1日 : 千代川IC - 沓掛IC間が、国道9号から国道478号に変更され、それに伴い起点と終点が入れ換わる。
  - 9月9日 : 千代川IC - 亀岡IC間が有料化。
- 1996年（平成8年）4月27日 : 京都縦貫自動車道（京都丹波道路[注釈 1]）の、丹波IC - 千代川IC間の開通に伴い供用を開始し、一般国道9号 亀岡道路の名称が、京都縦貫自動車道（京都丹波道路）に変更および、千代川IC - 亀岡IC間が4車線化。
- 2001年（平成13年）6月17日 : 八木西IC - 千代川IC間が4車線化。
- 2005年（平成17年）10月1日 : 道路関係四公団民営化により、京都丹波道路の保有を、独立行政法人 日本高速道路保有・債務返済機構に、管理を西日本高速道路株式会社に移管。
- 2010年（平成22年）6月28日 : 京都丹波道路で高速道路無料化社会実験が開始[1]。
- 2011年（平成23年）6月20日 : 政府が東北地方太平洋沖地震（東日本大震災）の復旧・復興費用をまかなうため、0時をもって高速道路無料化社会実験が一旦終了し、一時凍結される[2]。

## 周辺
- 亀岡市立千代川小学校
- JR西日本山陰本線（嵯峨野線） 千代川駅

## 接続する道路
- 京都府道73号宮前千歳線

## 隣
E9 京都縦貫自動車道（京都丹波道路）
(10)八木東IC - (11)千代川IC - (12)大井IC